# Wiktor Michailowitsch Tschernow

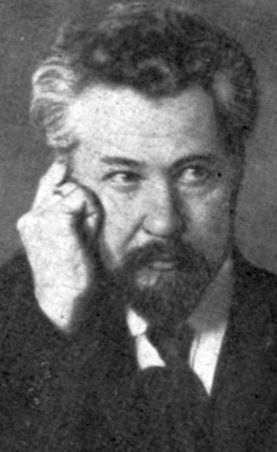
Wiktor Tschernow

Wiktor Michailowitsch Tschernow (russisch Виктор Михайлович Чернов, wiss. Transliteration Viktor Michajlovič Černov; * 19. Novemberjul. / 1. Dezember 1873greg. in Kamyschin im Gouvernement Saratow; † 15. April 1952 in New York), Pseudonyme Jul. Gardenin, W. Tsch. Tutschkin und Boris Olenin, war Gründer der Partei der Sozialrevolutionäre und Landwirtschaftsminister in der Provisorischen Regierung in Russland.

## Leben
Tschernow war ab 1893 als Revolutionär in Russland aktiv. Er verfasste das Parteiprogramm der Partei der Sozialrevolutionäre und gründete die Partei 1902. In der Partei gehörte er dem Zentralkomitee an und war von 1902 bis 1905 der Redakteur des Organs der Partei, der Zeitung Rewoljuzionnaja Rossija (Revolutionäres Russland). Außerdem gehörte er der Redaktion der Zeitung Delo Naroda an.
Nach der Februarrevolution von 1917 wurde er Landwirtschaftsminister in der 1. und 2. Koalition der Provisorischen Regierung und brachte zwölf Gesetzesentwürfe zur Agrarfrage ein, von denen aber kein einziger beraten wurde. Nach der Oktoberrevolution stellte er sich als führender Kopf gegen die Bolschewiki. Im Januar 1918 wurde er Vorsitzender der Konstituierenden Versammlung.
Von Juni bis Oktober 1918 leitete er das Mitgliederkomitee der Konstituierenden Versammlung (Komutsch) in Samara und organisierte Aktionen gegen die Bolschewiki. 1920 emigrierte er ins Ausland, von wo er weiterhin gegen die Bolschewiki auftrat.

## Schriften in deutscher Übertragung
- Meine Schicksale in Sowjet-Rußland, Aus d. russischen Handschrift übers. von Elias Hurwicz. [Hrsg. von „Aufbau u. Werden“, Gesellschaft f. prakt. Volksaufklärung], Berlin: „Der Firn“ 1921